# Поліська область
Поліська область (біл. Палеская вобласць) — адміністративна одиниця на території Білоруської РСР, яка існувала з 15 січня 1938 до 8 січня 1954 року, коли була ліквідована в ході процесу укрупнення областей. Розташовувалась на південному сході республіки.
Адміністративний центр — місто Мозир.
Перед німецько-радянською війною в області проживало близько 670 тисяч жителів на території близько 26 тис. км². Спочатку область включала 15 адміністративних районів. У 1939 р. утворено Октябрський і Калинковицький райони. На 1 січня 1941 року область складалася з 17 районів:
- Брагінський район
- Василевицький район
- Глуський район
- Домановицький район — Озаричи
- Єльський район
- Житковицький район
- Калинковицький район
- Комаринський район
- Копаткевицький район
- Лельчицький район
- Мозирський район
- Наровлянський район
- Октябрський район
- Парицький район
- Петриковський район
- Туровський район
- Хойницький район[1]

## Історія
- Область було створено на території Східного Полісся 15 січня 1938 року на підставі Закону СРСР від 15.01.1938 про зміни та доповнення Конституції (Основного Закону) СРСР.
- За часів німецької окупації у 1941–1944 роках більшість Поліської області включно з обласним центром увійшла до складу Генеральної округи Житомир Райхскомісаріату Україна. Північну частину Поліської області було включено до складу Генеральної округи Білорутенія. Лінія розмежування пролягала за 20 км на північ від залізниці Кобринь-Гомель.
- 20 вересня 1944 частину території (Октябрський і Глуський райони) передано новоутвореній Бобруйській області.
- 8 січня 1954 року указом Президії Верховної Ради СРСР область була ліквідована, більша її частина відійшла до Гомельської області, невеликі території — до Мінської та Могильовської областей.

## Керівники
- Лобанок Владимир Єлисейович 1948—1953, перший секретар Поліського обласного комітету КП(б) Білорусі.